# Absorpční kolona
Absorpční kolona je druh absorbéru, který se používá na absorpci plynů s použitím kapalných absorbentů. V chemickém průmyslu má tvar vysokého (až 50 m) kovového válce, do kterého je svrchu přiváděn tekutý absorbent a zespodu vháněn plyn, ze kterého se má oddělit příslušná složka. Nasycený absorbent odtéká spodem válce, příslušná plynná složka se od něj v procesu desorpce oddělí a absorbent se vrací do koloběhu. Zbylý plyn je odsáván přes vrchol (tzv. hlavu) kolony.
Vzhledem k co nejvyšší efektivitu je snaha dosáhnout maximálně nasycení absorbentu. K tomu je zapotřebí co největší kontakt absorbentu s plynem, který se zajišťuje různými způsoby, podle kterých se absorpční kolony dělí
- Sprchová kolona- rozprášení absorbentu v koloně
- Náplňové kolony- na rozptyl se používají vrstvy různě tvarovaných tělísek
- Etážová kolona